# Palazzo Kinsky (Praga)
Il Palazzo Kinsky, in ceco Palác Kinských, è uno degli storici palazzi di Praga, situato nella Piazza della Città Vecchia. 
Rappresenta un superbo esempio dell'architettura in stile rococò, opera del grande Kilian Ignaz Dientzenhofer.

## Storia

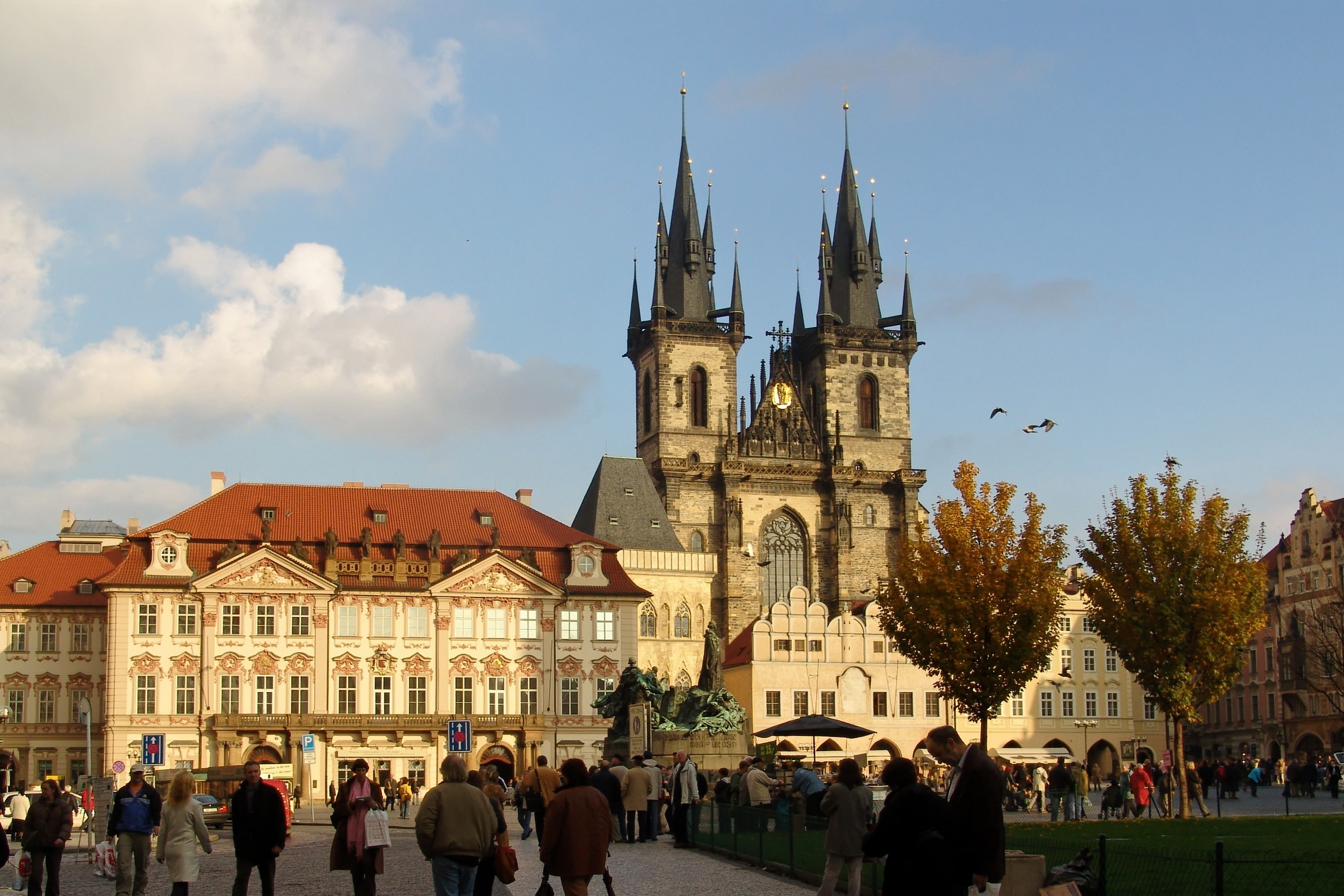
il Palazzo e la Piazza della Città Vecchia.

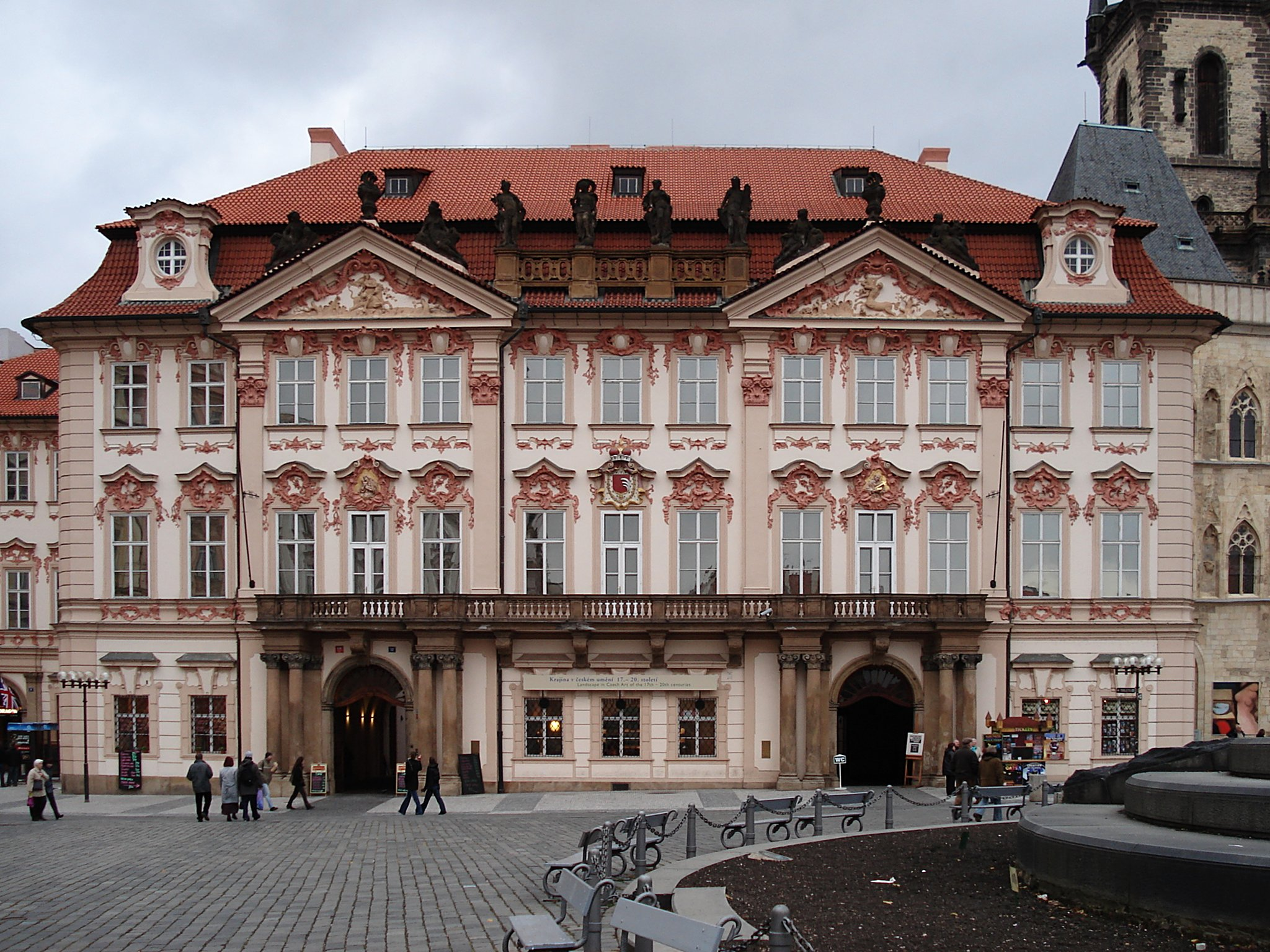
la facciata

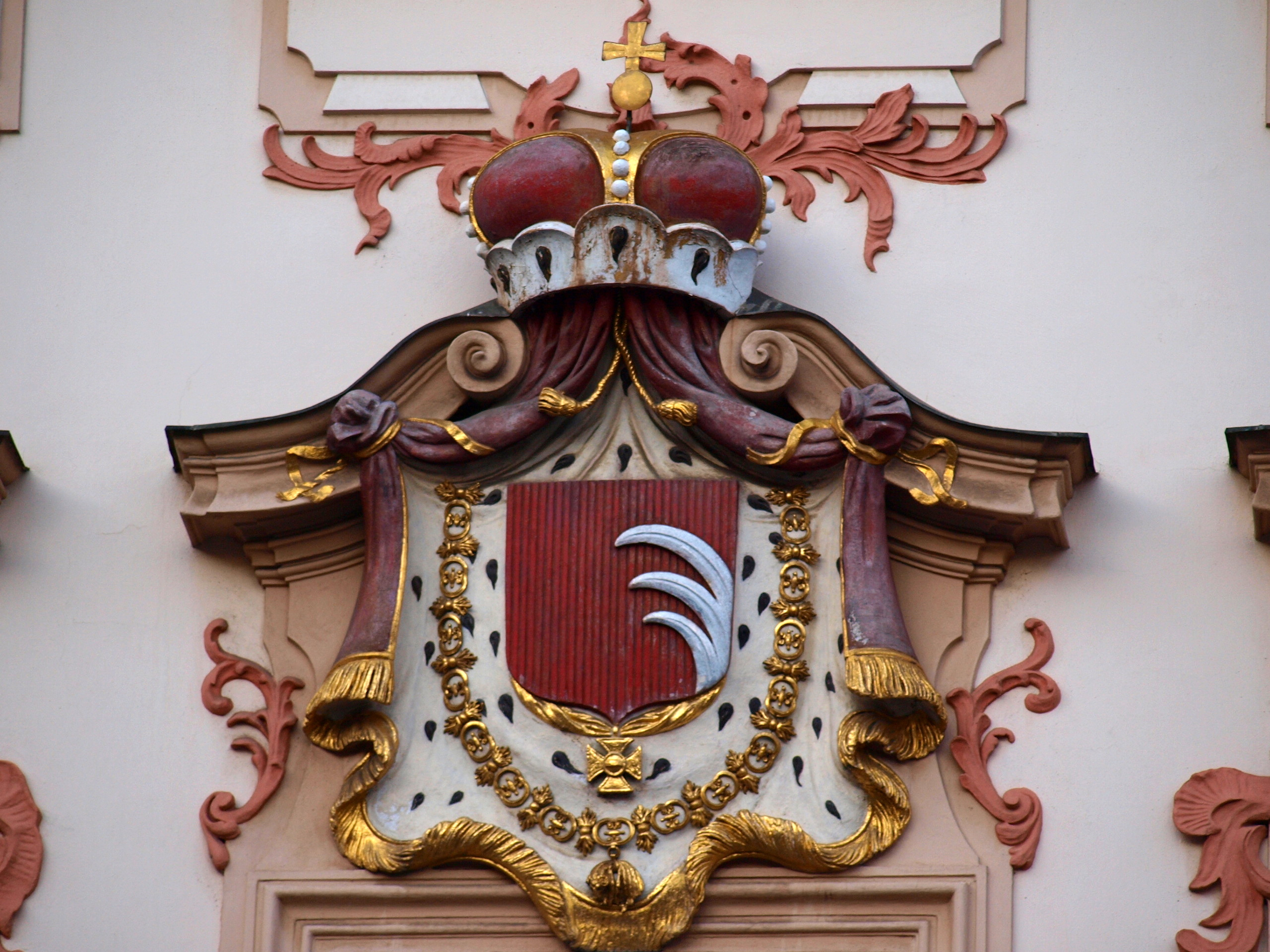
Stemma principesco dei Kinsky.

Sul sito dove oggi sorge il palazzo, nel medioevo c'erano due vecchie case. Nel sottosuolo della parte occidentale dell'edificio, infatti, sono stati rinvenuti i resti di una casa romanica e un'altra casa gotica. Il palazzo odierno, rococò, fu costruito per il conte Jana Arnošta Golze (più conosciuto dal tedesco von Goltz) tra il 1755 e il 1765 su precedenti progetti del grande architetto tedesco Kilian Ignaz Dientzenhofer.  La realizzazione venne affidata all'architetto italiano Anselmo Lurago.
Dopo la morte del conte von Goltz venne acquistato nel 1786 dalla famiglia principesca dei Kinsky, i quali provvidero a rifacimenti interni, sempre in stile barocco, ma volti a un gusto più classicista. Si prolungò il secondo cortile del palazzo, inserito fra tre ali ricostruite in stile neobarocco da Joseph Kranner nel 1836-39.
Il 9 giugno 1843 vi nacque Bertha von Suttner, futuro segretario di Alfred Nobel, che nel 1905 fu la prima donna a ricevere il Premio Nobel per la pace.
Alla fine del XIX secolo, un'ala dell'edificio ospitava una Scuola di grammatica tedesca, frequentata tra il 1893 e il 1901 da Franz Kafka, e un decennio più tardi, da František R. Kraus.  Allo stesso tempo, tra il 1912 e il 1918 Hermann Kafka, il padre dello scrittore, aprì qui la propria merceria. La Scuola chiuse nel 1924.
Nel 1948 il palazzo svolse un ruolo importante nella propaganda comunista, in particolare il 25 febbraio Klement Gottwald, leader comunista, lesse dal suo balcone, lo storico discorso che inizia con Právě jsem se vrátil z Hradu.. "Sono appena tornato dal Castello ..." col quale annunciava l'ascesa al potere del suo partito in Cecoslovacchia.
Nel 1949 Palazzo Kinsy divenne sede della Národní galerie, la Galleria Nazionale. Nel 1992, insieme alla Piazza della Città Vecchia il palazzo venne dichiarato Monumento nazionale. 
Oggi ospita la Collezione d'Arte Antica dell'Asia e del Mediterraneo sempre nell'ambito della "Galleria Nazionale".

## Architettura e descrizione
Palazzo Kinsky rappresenta uno dei capolavori dell'architettura rococò, e uno dei migliori esempi di questo stile a Praga. 
La splendida facciata si sviluppa su tre livelli e presenta due portali gemelli inseriti in due corpi speculari leggermente aggettanti, inquadrati da lesene e sormontati da due frontoni triangolari. La ricca decorazione a stucco si deve a C.G. Bossi. L'attico è decorato con balaustra e numerose statue raffiguranti divinità antiche, opera di Ignaz Franz Platzer.